# 千葉泉
千葉 泉（ちば いずみ、12月6日 - ）は、日本の女性声優。東京都出身。血液型はO型。
以前は千葉 いずみ名義で活動していた。

## 出演

### テレビアニメ
2014年
- のうりん（女性客）
- 花物語（女生徒）

2015年
- デス・パレード（ミーマイン、トリア）
- 食戟のソーマ（峰ヶ崎八重子）
- SHOW BY ROCK!!（2015年 - 2016年、ピグマカロン）- 2シリーズ

2016年
- 12歳。〜ちっちゃなムネのトキメキ〜（先生）- 2シリーズ
- 私がモテてどうすんだ（女子）

2018年
- カードキャプターさくら クリアカード編（生徒）

2022年
- ドラえもん（テレビ朝日版第2期）（女性キャスター）

### ゲーム
2012年
- 喋る!海賊ファンタジア（ワンダー・ミミカ他）

2013年
- OZMAFIA!!(ドロシー)
- サムライ&ドラゴンズ（ドリームキャスト）
- 星霜のアマゾネス（ジャンヌ）
- マジョリカ・ファミリア（フラウ・マーナー）
- マブラヴ オルタネイティヴ クロニクルズ 04（葉月智美）
- メタルマックス4 月光のディーヴァ（ワルバラ 他）

2014年
- 大江戸ブラックスミス（清花）
- HOUNDS（偵察兵シャキ）
- 戦国X（京極マリア他）
- 戦場のウエディング（レイラ）
- 妖怪百姫たん!（八岐大蛇）
- 妖女大戦（クロノス、ユニコーン）
- マブラヴ オルタネイティヴ トータル・イクリプス - PC版

2015年
- ウチの姫さまがいちばんカワイイ（海道姫アニィ・チャート）
- ガーディアンズ・ヴァイオレーション（ムヨク）
- 白猫プロジェクト（タニア）
- スパークガンナー（キャベル）
- カレイドイヴ（アナウンサー他）

2016年
- アドヴェントガール（典韋）
- 感染×少女（早乙女綺乃）
- メダロット ガールズミッション（麻生とき）

2017年
- パシャ★モン（ミカ、ミナカミ）

2018年
- 崩壊3rd（2018年 - 2022年、通信官、プランク）
- グランドチェイス-次元の追跡者-（ニンフィル、ドリー）
- メルティメイデン（あかり）
- 共闘ことばRPG コトダマン（タカナル）

2019年
- ガーディアン・プロジェクト（比叡、ヨークタウン）
- ドールズフロントライン（MP-443、ゲパードM1）
- 東京2020オリンピック The Official Video Game（女性アバター）
- スパークガンナー (キャベル)

2020年
- ファイナルギア -重装戦姫-（コーレリア）

2021年
- Project MIKHAIL（衛士2）
- エゴエフェクト:フラクタス（シャーロット）

2022年
- ポケモンマスターズEX（マグマ団のしたっぱ〈女〉）

2023年
- 崩壊:スターレイル
- けものフレンズ3（カナダオオヤマネコ）

### ドラマCD
- フラワーショップへようこそ〜月下美人の囁き〜（2012年）
- 碧の王子（2014年、ソフィア）
- イベリコ豚と恋の奴隷（2015年、吉宗の妹）
- かつて魔法少女と悪は敵対していた。（2015年、店員さん）
- ほどける怪物（2015年7月31日、ユキ）※表題ドラマCD「恋愛ルビの正しいふりかた」に同時収録
- ひだまりが聴こえる（2016年、美穂）
- ひだまりが聴こえる-幸福論-（2017年、ナツ友人）
- 安倍晴明異聞～音霊の抄～ (2017年、女官)

### デジタルコミック
- VOMIC 食戟のソーマ（2013年、峰ヶ崎[12]）
- UULAマンガ 砂の栄冠（2014年、荒川千晶[13]）

### 吹き替え

#### 映画
- メガストーム（2014年、ハイディ）※テレビ映画
- 新エイリアン 最終繁殖（2016年、ミーカ）
- スクールガールズ（2022年、レイレ）
- ルビコン（2022年、トレイシー）
- KG200 ナチス爆撃航空団（2023年、キャサリン）
- ファイナルインパクト（2024年、マイヤ）
- ダークネスマン（2024年、クレア）
- ハウスゴースト　少女の囁き（2025年、インガ）
- この愛のために撃て（2025年、モロー刑事）

#### TV
- 24時間TV　ウクライナ防空壕で歌った少女　YOSHIKIと届ける平和への願い（2023年、マルタ）

### ナレーション
- 保険のセニョール聴くだけ保険講座
- 保険のセニョール聴くだけリスクマネジメント
- 婚活宣言!
- オリエンタル酵母工業株式会社（ラジオCM）
- ええもんフェスタ2022

### 舞台
- 東京桜組「『風』と『虹』のクロニクル」
- ブロッコマンプロデュース「恩讐」（お弓）
- 青木淳高プロデュース「岸田國士の世界」（かよ）
- OZMAFIA!!（ドロシー（声の出演））

### ネットTV
- Akiba.TV「0〜ZERO〜スタ☆ばちこ〜ん!!R」（レギュラー）

### その他コンテンツ
- タカラトミー「チャックック」（おもちゃ音声）
- 放課後カタストロフィ（2015年、女性）※単行本第1巻購入特典配信オリジナルオーディオドラマ[14][15]
- GOLFZON「TWOVISION NX」（日本語音声）
- 絵本ラウンジLOOPなかの　シアタールーム『スパゲッティのぼうけん』（朗読）
- 富士急ハイランドCM
- 禁煙補助薬プロモーション　ボイスオーバー